# Georg Streitberger
Georg Streitberger, född 26 april 1981, är en österrikisk alpin skidåkare. Han gjorde sin första världscupstart den 18 mars 2000 men började tävla kontinuerligt från säsongen 2004/2005. Han specialiserar sig främst på fartgrenarna störtlopp och super-G.
Streitberger har tre världscupsegrar hittills i karriären, två i super-G och en i störtlopp. Den första kom i Kvitfjell den 2 mars 2008 där han vann med 20 hundradelar före tvåan Bode Miller. 
Han deltog i Vinter-OS 2010 med 17:e placering i super-G-tävlingen som bästa resultat. Han deltog också i OS 2014 och fick också här en 17:e plats som bäst i störtlopp.

## Världscupsegrar (3)
| Datum            | Plats        | Land  | Disciplin |
| ---------------- | ------------ | ----- | --------- |
| 2 mars 2008      | Kvitfjell    | Norge | Super-G   |
| 4 december 2010  | Beaver Creek | USA   | Super-G   |
| 28 februari 2014 | Kvitfjell    | Norge | Störtlopp |